# Тримбл (Мисури)
Тримбл (енгл. Trimble) град је у америчкој савезној држави Мисури.

## Демографија
По попису из 2010. године број становника је 646, што је 195 (43,2%) становника више него 2000. године.
| Група             | 2000.       | 2010.       |
| Белци             | 439 (97,3%) | 627 (97,1%) |
| Афроамериканци    | 2 (0,4%)    | 4 (0,6%)    |
| Азијати           | 4 (0,9%)    | 0 (0,0%)    |
| Хиспаноамериканци | 1 (0,2%)    | 6 (0,9%)    |
| Укупно            | 451         | 646         |